# Згущувальна воронка
Згущувальні конуси (згущувальні воронки)

Згущувальні конуси використовують на вуглезбагачувальних фабриках  невеликої  продуктивності для згущення пульпи та очищення шламів від тонких породних частинок. 
Згущувальний конус являє собою циліндроконічний резервуар з кутом нахилу конічної частини 60 -650. Діаметр циліндричної частини воронки не перевищує 6 м. У центрі воронки закріплений завантажувальний патрубок. У нижній частині конуса передбачений патрубок для відводу згущеного продукту (Рис.).
Вихідна пульпа через завантажувальний патрубок надходить у воронку, де створюється висхідний потік рідини. Тверді частинки осідають і вивантажуються з воронки через розвантажувальний патрубок. Злив видаляється через кільцевої зливний жолоб. Згущувальні воронки – малоефективні апарати. Застосовують їх тільки на вуглезбагачувальних фабриках, і то в обмежених масштабах.
Питома продуктивність воронки складає близько 20 м3/м2•год) при концентрації твердого в живленні до 110 г/л (концентрація твердого в зливі становить 40 ÷ 80 г/л).